# لورا همیلتون
لورا جین همیلتون (زاده ۲۴ آوریل ۱۹۸۲) یک مجری تلویزیونی، کارشناس املاک و کارآفرین انگلیسی است.  همیلتون در دارتفورد ، کنت بزرگ شد.
او سپس به عنوان دستیار دوم/سوم کارگردان در برنامه‌های تلویزیونی از جمله امور خانواده، بیل و فیلم‌هایی از جمله هری پاتر و استارداست فعالیت داشته است.